# الصليب الأحمر الألباني
جمعية الصليب الأحمر الألباني (بالألبانية:Kryqi i Kuq) ، أسست سنة 1921م ، وتقع مقرها الرسمي في العاصمة الألبانية تيرانا.